# Graptomyza seimunda
Graptomyza seimunda är en tvåvingeart som beskrevs av Charles Howard Curran 1928. Graptomyza seimunda ingår i släktet Graptomyza och familjen blomflugor. Inga underarter finns listade i Catalogue of Life.